# Equipo de Fed Cup de Alemania
El equipo alemán de Fed Cup es el representante de Alemania en la máxima competición internacional a nivel de naciones del tenis femenino. 

## Historia
Alemania participó por primera vez en 1963 en la Fed Cup. Ha Ganado en 2 ocasiones 1987 y 1992.